# Tradicijska kuća Gegač
Tradicijska kuća Gegač, građevina u mjestu i gradu Sveti Ivan Zelina, zaštićeno kulturno dobro.

## Opis
Kuća Gegač nalazi se uz prometnicu u istočnom dijelu naselja Sveti Ivan Zelina. Sagrađena je u prvoj polovici 19. stoljeća. Pravokutne je tlocrtne osnove te pokrivena dvostrešnim krovištem sa skošenim drvenim zabatima. Prizemni kameni dio kuće djelomično je ukopan u teren te ožbukan glatkom žbukom, dok je kat drven i neožbukan. U prizemnom dijelu kuće nekada se nalazila obućarska radionica obitelji Gegač, a kat je imao stambenu funkciju. Stropnu konstrukciju čini drveni grednik ožbukanog podgleda. Jedini je sačuvani primjer tradicijske arhitekture kombinirane obrtničko – stambene namjene u Svetom Ivanu Zelini.

## Zaštita
Pod oznakom Z-3652 zaveden je kao nepokretno kulturno dobro - pojedinačno, pravna statusa zaštićena kulturnog dobra, klasificirano kao "sakralna graditeljska baština".